# Earl Holliman
Henry Earl Holliman (11. září 1928 – 25. listopadu 2024) byl americký herec, aktivista za práva zvířat a zpěvák, držitel Zlatého glóbu za film Obchodník s deštěm (1956).

## Kariéra
Earl Holliman si zahrál ve filmech jako Zlomené kopí (1954), Mosty na Toko-Ri (1954), Velká kombinace (1955), I Died a Thousand Times (1955), Zakázaná planeta (1956) a Gigant (1956). Získal Zlatý glóbus za film Obchodník s deštěm (1956) a v letech 1974 až 1978 hrál seržanta Billa Crowleyho v televizním policejním seriálu Police Woman.
V letech 1958 až 1963 vystupoval jako zpěvák a měl nahrávací smlouvy s významnými nahrávacími studii, jako jsou Capitol Records, Prep a HiFi. Kromě herectví se věnoval také aktivistické činnosti a byl čestným předsedou organizace Toys for Tots. Po dobu 25 let byl také předsedou organizace Actors and Others for Animals.

## Smrt
Earl Holliman zemřel v hospicu ve svém domě ve Studio City v Los Angeles, dne 25. listopadu 2024, ve věku 96 let.

## Filmografie

### Filmy
- Zlomené kopí (1954)
- Mosty na Toko-Ri (1954)
- Velká kombinace (1955)
- I Died a Thousand Times (1955)
- Zakázaná planeta (1956)
- Obchodník s deštěm (1956)
- Gigant (1956)